# Glenea lachrymosa
Glenea lachrymosa es una especie de escarabajo del género Glenea, familia Cerambycidae. Fue descrita científicamente por Pascoe en 1867.
Habita en Indonesia. Esta especie mide 12-13,5 mm.